# Philipp Lewin von Beck
Philipp Lewin von Beck (?, 1700. – Beč, 23. siječnja 1768.) bio je austrijski feldmaršal-poručnik i barun. Posebno se istaknuo tijekom Sedmogodišnjeg rata. Vojno i upravno djelovao je i u Hrvatskoj u Vojnoj krajini. Imao je istaknutu ulogu u osnivanju i izgradnji tada novoosnovanih gradova Nove Gradiške i Bjelovara.
Beck je bio sin roditelja srednje klase, njegov otac navodno je bio trgovac u Kasselu. Godine 1739. odlazi u austrijsku vojnu službu i sudjeluje u ratu protiv Osmanlija, zatim u ratovima u Češkoj, Šleziji, Bavarskoj i na Rajni. Za to vrijeme postao je katolik, kako bi nastavio svoj uspon u vojsci. Borio se kod Roucourta 1746. i kod Lauffeldta 1747. u Nizozemskoj. Već se ovdje istaknuo kao zapovjednik ophodnog zbora. 

## Djelovanje u Hrvatskoj
Godine 1745. promaknut je u bojnika Slunjske granične pukovnije. Godine 1749. imenovan je potpukovnikom graničarske pukovnije Nove Gradiške, a 1753. postao je pukovnikom Brodske graničarske pukovnije. Imao je vodeću ulogu u izgradnji Nove Gradiške, koja je počela 1748. godine. Zaslužan je za gradnju prve crkve, kasarne, zatvora, gostionice i drugih objekata u novom gradu. Proširivao je putove i dao graditi tvrđe mostove.
Imao je istaknutu ulogu i u osnivanju grada Bjelovara. Na području današnjeg Bjelovara bilo je selo i nije bilo većeg mjesta u okolici. Događale su se pobune nezadovoljnih krajišnika, a najpoznatija je bila Severinska buna. Beck je bio pregovarač s krajišnicima u ime Bečkog dvora i ugušio je bunu, koju je predvodio Ljubojević. Godine 1755. za nagradu je imenovan general-majorom i zapovjednikom Varaždinskog generalata. Carica Marija Terezija Austrijska naredila je, da se sagradi snažno novo vojno i upravno uporište, kako ne bi došlo do novih buna pa je osnovan grad Bjelovar 1756. godine, koji je iste godine postao i sjedište Varaždinskog generalata, kojim je zapovijedao Beck. On je organizirao i nadzirao izgradnju Bjelovara, u kojem se nije dugo zadržao jer je već slijedeće godine imao istaknutu ulogu u Sedmogodišnjem ratu predvodeći naše vojnike u ratu Austrije protiv Pruske. Bjelovar je nazvao Novi Varaždin, ali puk nije prihvatio to ime pa je naredio, da se kažnjavaju oni koji ne prihvaćaju naziv Novi Varaždin.

## Sedmogodišnji rat
Tijekom Sedmogodišnjeg rata bio je postavljen u Glatz, gdje se pridružio korpusu generala Giovannija Piccolominija. Napredovao je kod Brandeisa, koji je zauzeo jurišom 6. svibnja 1757. godine. Pri tome su zarobljeni pruski potpukovnik Carl Gustav von Mardefeld s 500 ljudi (Bataljun Manstein) te oružje. Zauzimanjem Brandeisa bio je ugrožen lijevi bok opsade Praga. Tada je dobio zapovjedništvo nad svim lakim postrojbama. Dana, 18. lipnja 1757. predvodio je prethodnicu u bitci kod Kolina, a 24. studenoga 1757. uspio je napasti pruskog zapovjednika, vojvodu od Beverna, koji je bio zarobljen. Kad je Breslau (danas Wroclaw) kapitulirao u prosincu 1757., i sam je bio zarobljen. Godine 1758. imenovan je feldmaršalom poručnikom, a 1759. djelovao je sa samostalnim korpusom u Šleziji. Dana, 26. ožujka uspio je osvojiti Greifenberg am Queiss, gdje je nakon osam sati borbe zauzeo pruski garnizon (14 časnika s 900 ljudi) pod Düringshofenom. Dana, 17. kolovoza uspio je istjerati Pruse kod Grünberga i Friedlanda, što je omogućilo Daunu da prijeđe na Bober, a 16 časnika s 500 ljudi je zarobljeno. Dana, 3. prosinca susreo se s korpusom generala Dierickea u Collnu kod Meissena, led ga je odsjekao od glavne vojske. Prusi su se predali kad im je ponestalo municije. U siječnju 1760., Beck je odlikovan Velikim križem Terezijskog reda. Dana, 20. veljače 1760. uspio je zarobiti generala Czettricza u bitci kod Kossdorfa. Godine 1760. stupio je u ruski korpus feldmaršala Buturlina, a 1762. istaknuo se u Gornjoj Šleziji kod Reichenbacha.
Nakon Hubertsburškog mira postao je general topništva, na čelu 53. pješačke pukovnije i zapovjednik u Hrvatskoj. Godine 1766. promaknut je u čin baruna.
Bio je generalom i upraviteljem Varaždinskog generalata 1765. te kasnije Karlovačkog generalata. Bio je vješt u administraciji, ali je donio nepopularne mjere, poput povećanja nameta, što je dovelo i do bijega dijela stanovništva u Bosnu pod turskom vlašću. Zbog svojih postupaka došao je u sukob sa Saborom nastojeći sjediniti čitavu Vojnu krajinu pod jednim svojim zapovjedništvom, pa je 1768. premješten u Češku. Zbog surova postupka prema krajišnicima i sukoba s hrvatskim banom i staležima, postao je omražen u čitavoj Hrvatskoj, s druge strane njegove su postupke branili vojni krugovi u Beču i dvor Marije Terezije. 
Beck je umro neoženjen, bez nasljednika ili oporuke, ali je ostavio 200,000 talira koji su otišli državi. Pokopan je u Schottenkircheu u Beču.